# Exorista gibbicornis
Exorista gibbicornis là một loài ruồi trong họ Tachinidae.